# Kamzík
Kamzík (Rupicapra) je rod divokých horských koz s dozadu zahnutými růžky. Českým rodovým jménem kamzík se označuje také kamzík bělák (Oreamnos americanus), který nepatří mezi kozy.

## Výskyt v Česku
V českých horách se kamzík vyskytuje ve dvou oblastech. Jedná se o Jeseníky a Lužické hory. Do Lužických hor se kamzík dostal koncem 19. století. V té době je dovezl z Rakouska a choval v oboře hrabě Kinský. Po rozpadu obory se kamzíci dostali do volné přírody, kde se aklimatizovali.[zdroj?] Kamzíci utvořili několik oddělených skupin a vyskytují se v celé hlavní části pohoří od Studence až po Jítravské sedlo.[zdroj?] Občasný výskyt je zaznamenán i v okolí Ještědu a na druhé části v okrajových pásmech NP České Švýcarsko, na které Lužické hory plynule navazují. Vyskytují se především ve vyšších partiích hor, ale v zimních měsících je můžeme potkat i u níže položených krmelců. Do Jeseníků byli kamzíci dovezeni v roce 1913 z Alp, v 70. a 80. letech 20. století jejich jesenická populace dosahovala 600 až 800 jedinců, v současnosti je to podle vedení Správy CHKO Jeseníky něco přes 200 jedinců, podle Sotirise Joanidise, autora knih o myslivosti, však pouze 40 až 80 kamzíků. Kamzík se často stává obětí rysa ostrovida, především v oblasti okolo Studence[zdroj?].

## Galerie

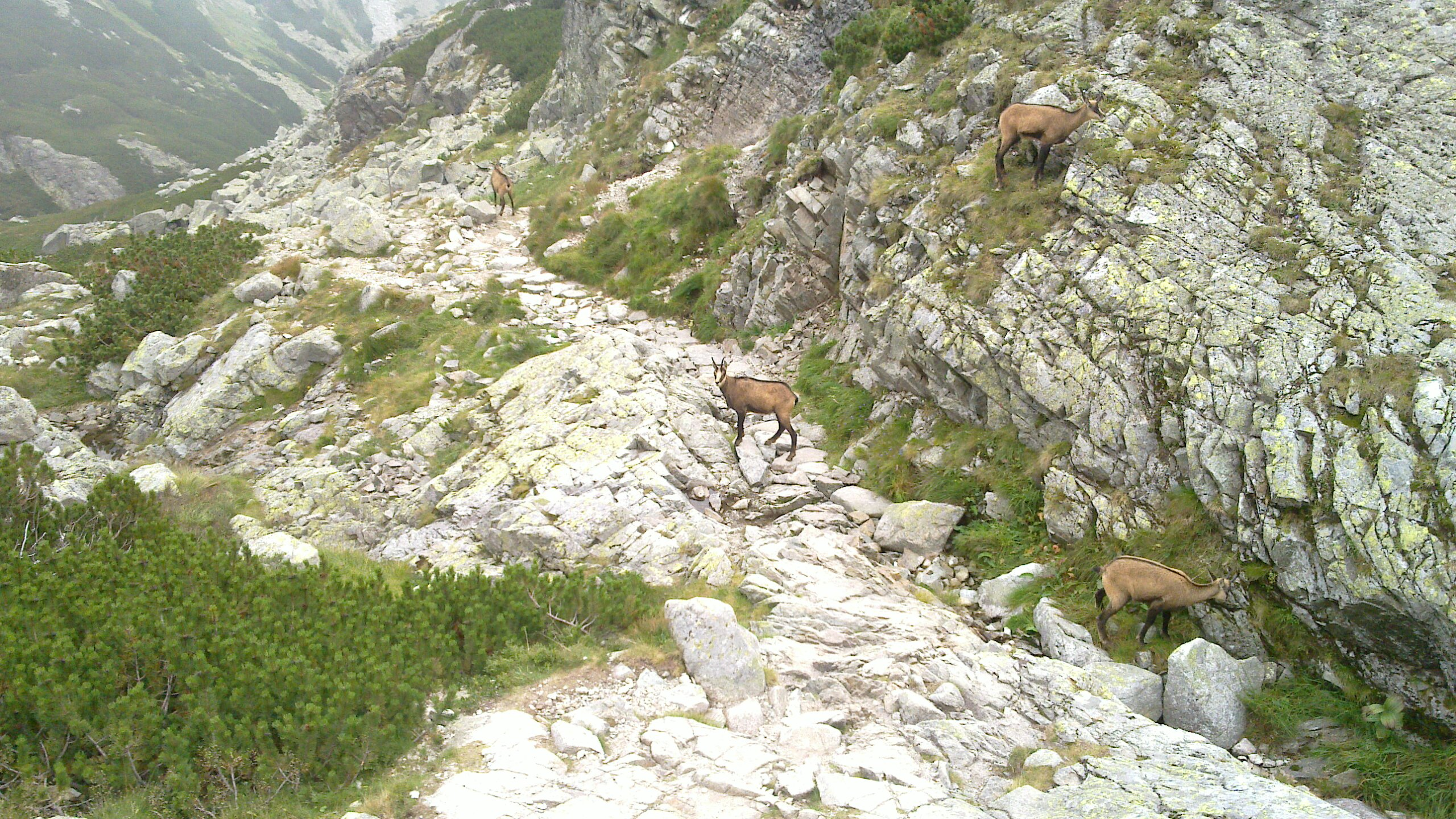
Kamzíci ve Vysokých Tatrách
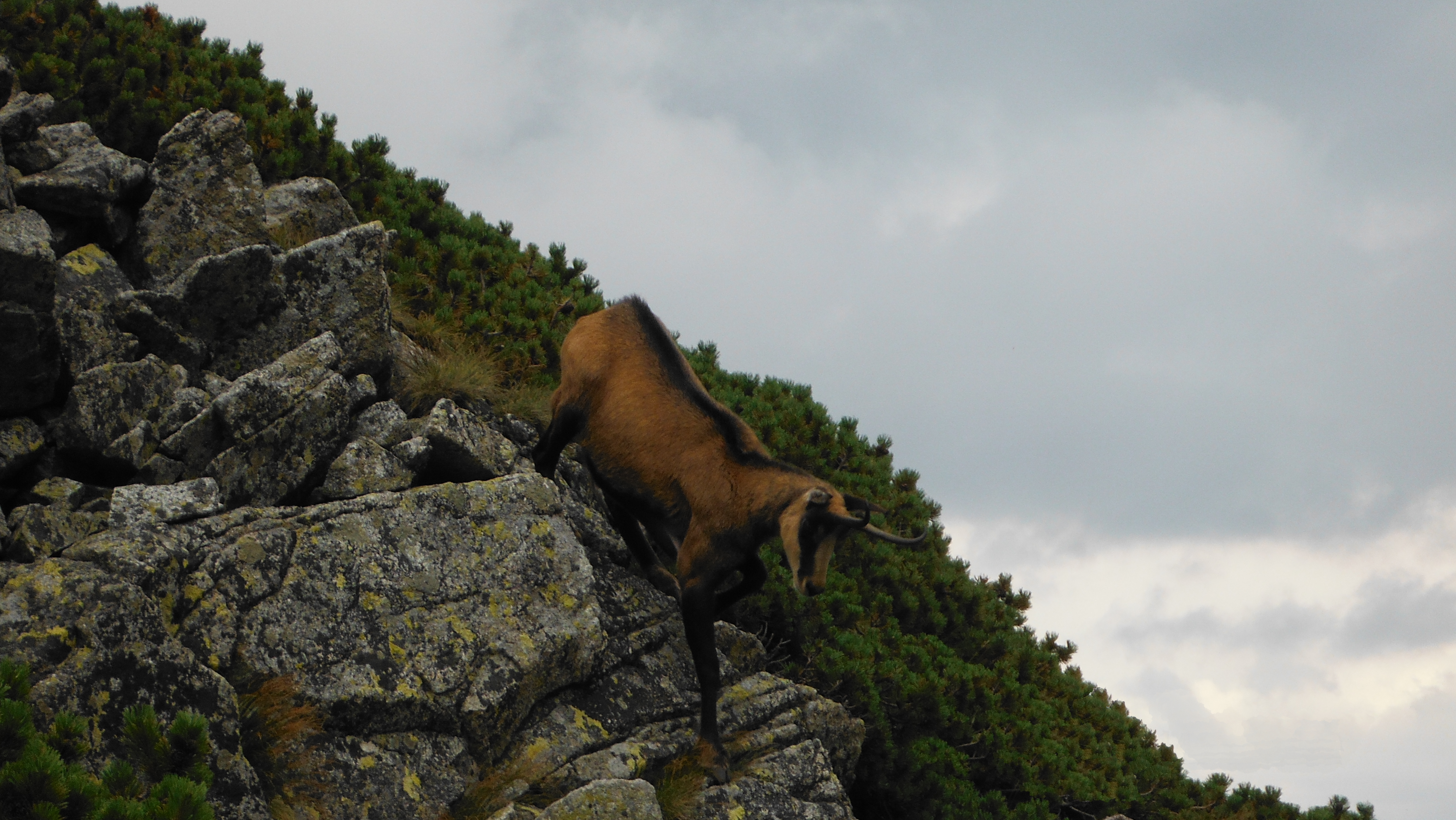
Kamzík ve Vysokých Tatrách

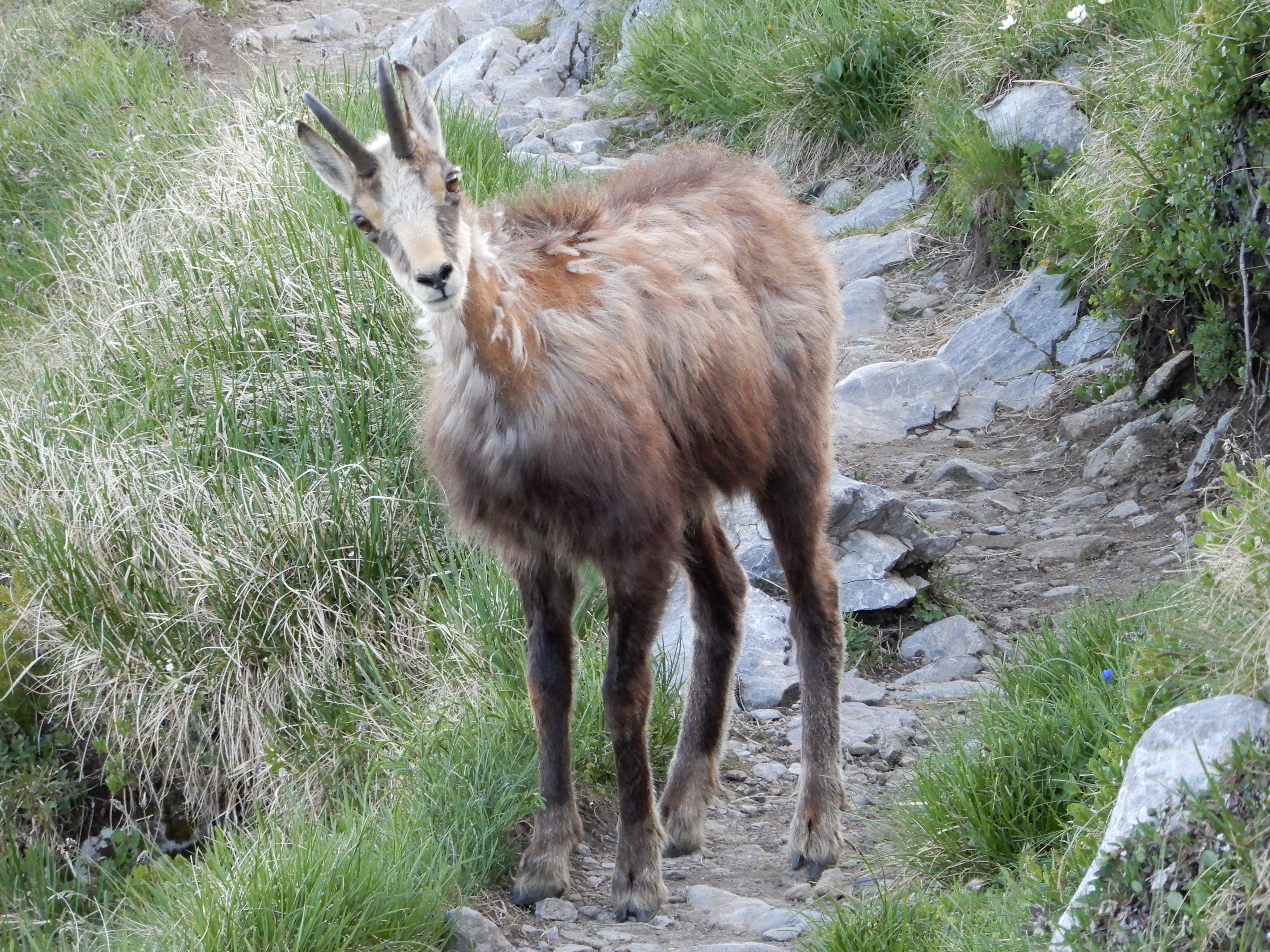
Kamzík na turistické stezce na Temniak